# Lucélio Cartaxo
Lucélio Cartaxo Pires de Sá (Sousa, 7 de junho de 1964) é um farmacêutico e político brasileiro, atualmente filiado ao Partido dos Trabalhadores  (PT).

## Biografia
Nasceu em Sousa, filho de Célio Pires de Sá e Lúcia Cartaxo Pires de Sá. É irmão gêmeo de Luciano Cartaxo, ex-prefeito de João Pessoa. 
Formou-se em Farmácia pela Universidade Federal da Paraíba (UFPB). Iniciou sua carreira pública ao integrar a direção do Conselho Regional de Farmácia. Também foi superintendente da Companhia de Trens Urbanos (CBTU) em João Pessoa, onde permaneceu no cargo por 11 anos. Foi chefe de gabinete da Prefeitura de João Pessoa, nomeado pelo seu irmão, o prefeito Luciano Cartaxo.

## Política
Na eleição estadual de 2014, foi candidato ao senado, pelo Partido dos Trabalhadores (PT), sendo derrotado nas urnas por José Maranhão, terminando a eleição em segundo lugar com 521.938 votos (29,93% dos votos válidos), contra 647.271 de Maranhão.
No dia 5 de agosto foi confirmado como candidato ao Governo do Estado da Paraíba pelo Partido Verde (PV) nas eleições estaduais de 2018. Perde a eleição no primeiro turno, ficando em segundo lugar com 450.525 votos (23,41% dos votos válidos), contra João Azevêdo pelo Partido Socialista Brasileiro (PSB) que obteve 1.119,758 votos (58,18% dos votos válidos), o que não foi suficiente para levar à um eventual segundo turno.
Em 2022, concorre ao cargo de Deputado federal pelo Partido dos Trabalhadores (PT), onde foi derrotado, com apenas 14.723 votos (0.66% dos votos válidos). 